# Nowa Ruś
Nowa Ruś – wieś w Polsce położona w województwie podlaskim, w powiecie wysokomazowieckim, w gminie Wysokie Mazowieckie.
W latach 1975–1998 miejscowość administracyjnie należała do województwa łomżyńskiego.
Wierni kościoła rzymskokatolickiego należą do parafii  Wniebowzięcia NMP w Sokołach.

## Historia
Wieś wymieniona w dokumentach sądowych ziemi bielskiej z roku 1471 jako Sokoły Ruś Nowa.
Pod koniec wieku XIX miejscowość w powiecie mazowieckim, gmina i parafia Sokoły.
W roku 1921 naliczono tu 13 budynków z przeznaczeniem mieszkalnym i 3 inne, zamieszkałe oraz 91 mieszkańców (39 mężczyzn i 52 kobiety). Wszyscy podali narodowość polską i wyznanie rzymskokatolickie.